# سولنتا اوییشن
سولنتا اوییشن (به انگلیسی: Solenta Aviation) یک شرکت هواپیمایی است که در تاریخ ۲۰۰۲ میلادی تأسیس شده است. دفتر مرکزی سولنتا اوییشن در ژوهانسبورگ، آفریقای جنوبی واقع شده‌است و قطب این شرکت هواپیمایی در فرودگاه بین‌المللی اولیور تامبو قرار دارد.